# Houston Antwine
(en) Statistiques sur pro-football-reference
Houston J. Antwine (né le 11 avril 1939 à Louise et mort le 26 décembre 2011 à Memphis) est un joueur américain de football américain.

## Carrière

### Université
Antwine étudie à l'université de Southern Illinois où il joue avec l'équipe de football américain des Salukis.

### Professionnel
Houston Antwine est sélectionné au huitième tour du draft de l'American Football League de 1961 par les Oilers de Houston. Il est aussi sélectionné au troisième tour du draft de la NFL la même année par les Lions de Detroit. Il choisit cependant de rejoindre les Oilers. Néanmoins, il n'est pas gardé et est échangé aux Patriots de Boston, toujours en AFL. À partir de 1963, il est nommé six reprises consécutivement comme All-Star (sélection de meilleur joueur de la saison en AFL). 
Après la saison 1969, les Patriots intègrent la NFL mais il n'y reste que deux saisons avant de jouer sa dernière saison, en 1972, avec les Eagles de Philadelphie.

## Palmarès
- All-Star de l'AFL 1963, 1964, 1965, 1966, 1967 et 1968 (six fois)
- Équipe de tous-les-temps de l'AFL
- Équipe de la décennie 1960 des Patriots de Boston
- Joueur défensif de la semaine en AFL à une reprise (en 1968)